# 亦憐真八剌
亦憐真八剌（?—1319年），即元朝濮国长公主，是高丽忠肃王的王妃。
亦憐真八剌是忽必烈的五子营王也先帖木儿的女儿，1316年（忠肃王3年）嫁入高丽为忠肃王妃，1319年逝世，谥号“靖和宫主”。